# Lục bộ (Việt Nam)
Lục bộ hay sáu bộ là thuật ngữ chỉ sáu cơ quan chức năng cao cấp trong tổ chức triều đình quân chủ Á Đông (hoàn chỉnh nhất ở thời Lê sơ, vua Lê Thánh Tông).

## Việt Nam

Phủ phụ chánh triều vua Duy Tân. Từ trái sang phải: Tôn Thất Hân (Thượng thư bộ Hình), Nguyễn Hữu Bài (bộ Lại), Huỳnh Côn (bộ Lễ), Hoàng thân Miên Lịch, Lê Trinh (bộ Công), Cao Xuân Dục (bộ Học).

Đứng đầu mỗi bộ là thượng thư, giúp việc có tả thị lang, hữu thị lang (thời Lý - Trần - Lê) hoặc tham tri (thời Nguyễn). Chức vị hàng thứ ba thời Nguyễn là thị lang.
Dưới cấp bộ là ty. Đứng đầu mỗi ty là lang trung với viên ngoại lang và chủ sự giúp sức.
Năm 1089, Lý Nhân Tông bắt đầu đặt các bộ nhưng chưa đủ. Đời Trần có các bộ đặt dưới quyền điều khiển của tướng quốc.
Đầu thời Lê sơ, có hai bộ là Lại bộ và Lễ bộ.
Đến đời Lê Nghi Dân (1459) triều đình nước Việt được tổ chức dựa theo hệ thống của Trung Hoa mới chính thức đặt đủ Lục bộ.
Thời Lê Thánh Tông vẫn giữ nguyên và đặt dưới quyền điều khiển trực tiếp của hoàng đế. Các triều đại sau tiếp tục duy trì.
Quan văn, quan võ được xếp theo 6 bộ: Lại bộ; Lễ bộ; Hộ bộ; Binh bộ; Hình bộ và Công bộ. Đến thời vua Duy Tân,  triều đình mở thêm Học bộ tác ra từ Lễ bộ.

## Lại bộ

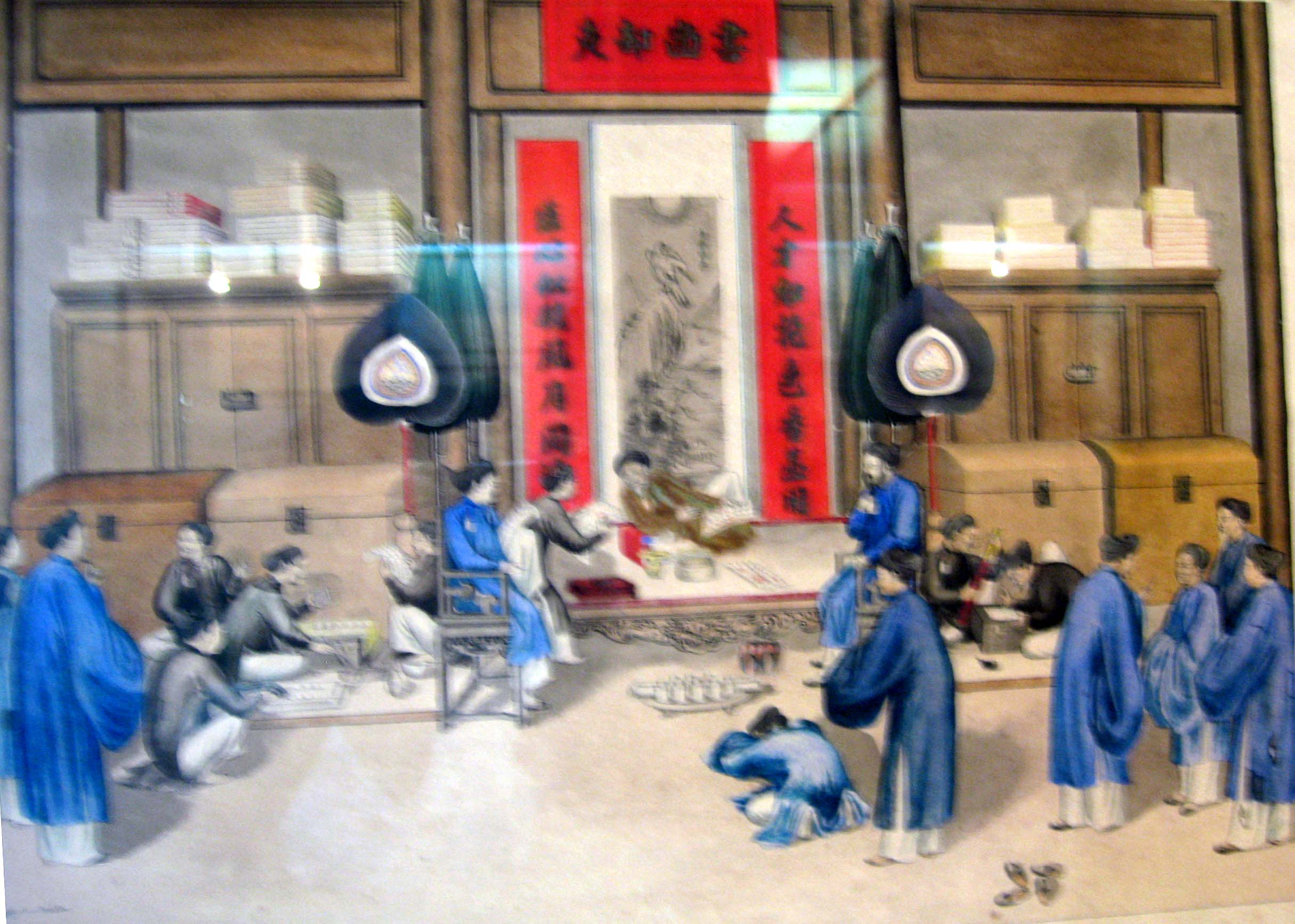
Tranh vẽ Bộ Lại thời nhà Nguyễn

Bộ Lại (Bộ Nội vụ) hoặc Lại bộ là bộ giữ việc quan tước, phong tước, ân ban thuyên chuyển, lựa chọn, xét công, bãi truất và thăng thưởng, bổ sung quan lại, cung cấp người cho các nha môn. Đứng đầu Bộ Lại là Thượng thư bộ Lại (Lại bộ Thượng thư).

### Những quan Lại bộ danh tiếng
- Nguyễn Cư Trinh (1716 - 1767): Danh thần đời Nguyễn Phúc Khoát, quê Thừa Thiên, Huế. Ông là người văn võ song toàn, đỗ hương cống, làm Lại bộ thượng thư. Nhiều lần cầm binh đánh dẹp, khai hoang lập ấp, phát triển bờ cõi phía Nam, lập công lớn trong việc chiêu dụ, mở nước, an dân. Ông rất được trọng vọng bởi am tường chính trị, doanh điền, ngoại giao, có bản tính liêm khiết và phong thái tao nhã. Thơ văn ông còn truyền tụng nhiều, cả chữ Hán lẫn chữ Nôm, độc đáo nhất là Độc Am thi tập và bài vè 340 câu Sãi vãi.[3]
- Ngô Đình Diệm (1901-1963): Lại bộ Thượng thư dưới thời Bảo Đại, giữ chức trong một thời gian ngắn năm 1933. Ông là thượng thư trẻ nhất trong triều đình khi ấy.[4]  Tháng 7 năm 1933, ông từ chức vì bất hòa với người Pháp.

## Lễ bộ

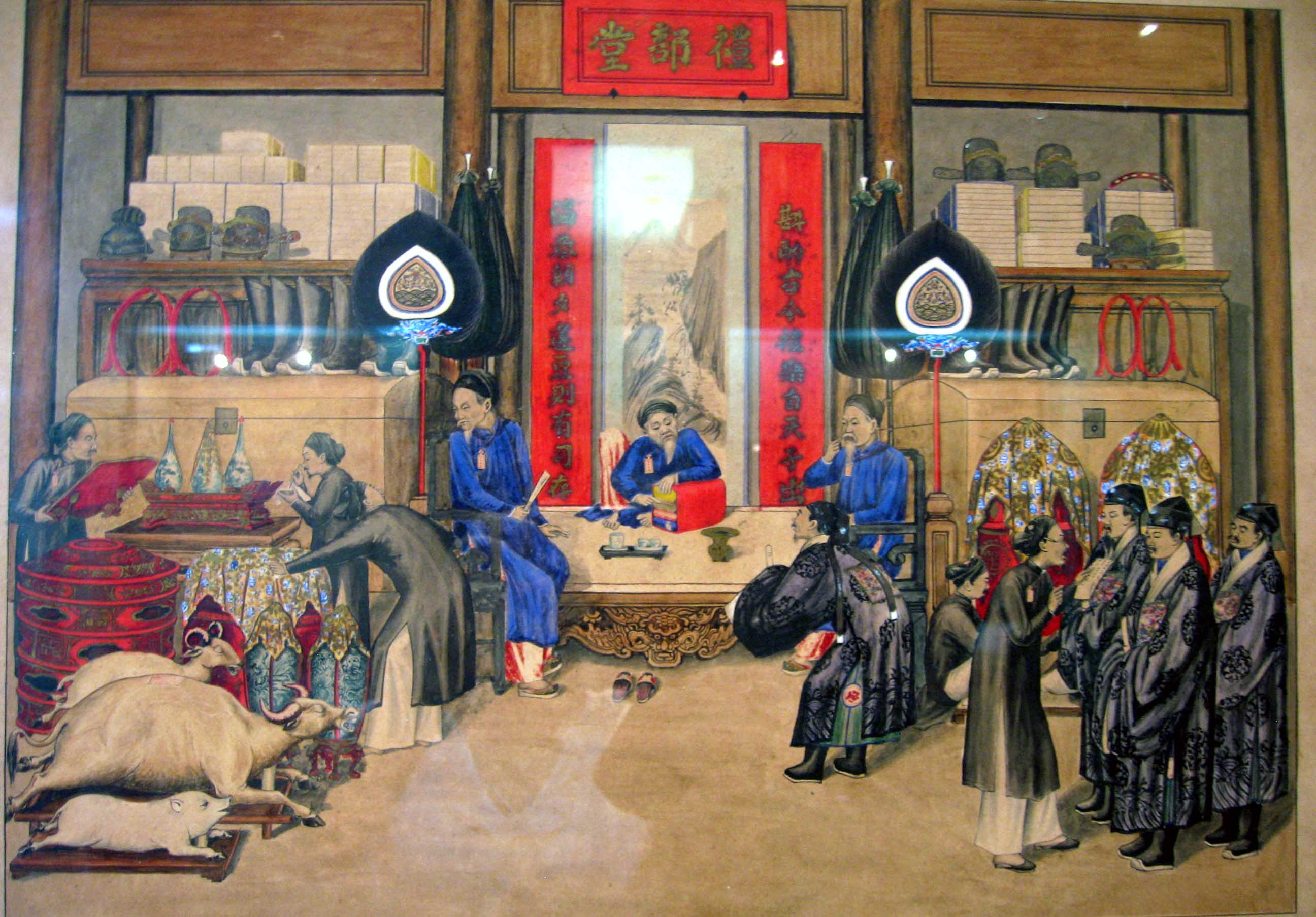
Tranh vẽ Lễ bộ thời nhà Nguyễn

Lễ bộ giữ việc lễ nghi, tế tự, khánh tiết, yến tiệc, trường học, thi cử, áo mũ, ấn tín, phù hiệu, chương tấu, biểu văn, sứ thần cống nạp, các quan chầu mừng, tư thiên giám, thuốc thang, bói toán, tăng lục, đạo lục, giáo phường, đồng văn nhã nhạc. Bộ này trông coi việc tổ chức và kiểm soát vấn đề thi cử (thi Nho học khoa cử) chọn người tài ra giúp triều đình. Bộ này tương đương với Học bộ thời cận đại và các bộ: Bộ giáo dục và Đào tạo, Bộ Ngoại giao, Bộ Văn hoá, Thể thao và Du lịch và Bộ Thông tin và Truyền thông ngày nay.
Đến thời vua Duy Tân, Học bộ tách ra từ Lễ bộ để cai quản việc học hành, thi cử.

### Những quan Lễ bộ danh tiếng
- Quách Đình Bảo đỗ Thám hoa khoa Quý Mùi (1463), được cử đi sứ Trung Quốc năm 1470, được thăng lên Lễ bộ Thượng thư năm 1483 (niên hiệu Hồng Đức 14), người khởi xướng việc chuẩn hóa định danh tiến sĩ theo quy định năm 1472 của vua Lê Thánh Tông, một trong những người lập nên các bia tiến sĩ đầu tiên ở Văn miếu - Quốc tử giám, thành viên của Tao đàn nhị thập bát tú.
- Nguyễn Sư Mạnh đỗ Đệ tam giáp đồng Tiến sĩ xuất thân, khoa Giáp Thìn niên hiệu Hồng Đức 15 (1484) đời Lê Thánh Tông. Được bổ làm Lễ bộ thương thư, tước Sùng Tín hầu, cử đi sứ Trung Quốc năm 1500.
- Phạm Gia Mỗ (1476 - 1548): Văn thần thời Lê sơ và Mạc, quê Hải Dương. Giỏi ứng biến, nhiều mưu lược, đỗ tiến sĩ năm 1505, làm Lễ bộ thượng thư. Nhà Lê suy yếu, ông kết thông gia và ngầm giúp đỡ Mạc Đăng Dung lộng quyền, đảo chính, lập ra nhà Mạc, nên được thăng tới chức Thái sư (Tể tướng). Ông nổi tiếng bởi bản tính hoạt bát và tác phong quyết đoán.[3]
- Phan Huy Vịnh (1800 - 1870): Danh sĩ đời Tự Đức, quê Hà Tĩnh. Đỗ cử nhân năm 1828, làm quan Lễ bộ thượng thư. Am hiểu văn hoá, có tài thi ca, lại từng hai lần đi sứ Trung Quốc, ông để lại nhiều bài thơ du ký rất hay và bản dịch Tỳ bà hành (của Bạch Cư Dị) được coi là tác phẩm dịch thuật thành công nhất của văn học Việt Nam.[3]
- Cao Xuân Dục (1843–1923) là một quan đại thần của triều đình nhà Nguyễn, Việt Nam, từng làm tổng đốc, thượng thư và Đông các đại học sĩ, tổng tài Quốc sử quán và Học bộ thượng thư đầu tiên.

## Hộ bộ
Chi tiết hơn xem tại bài bộ Hộ

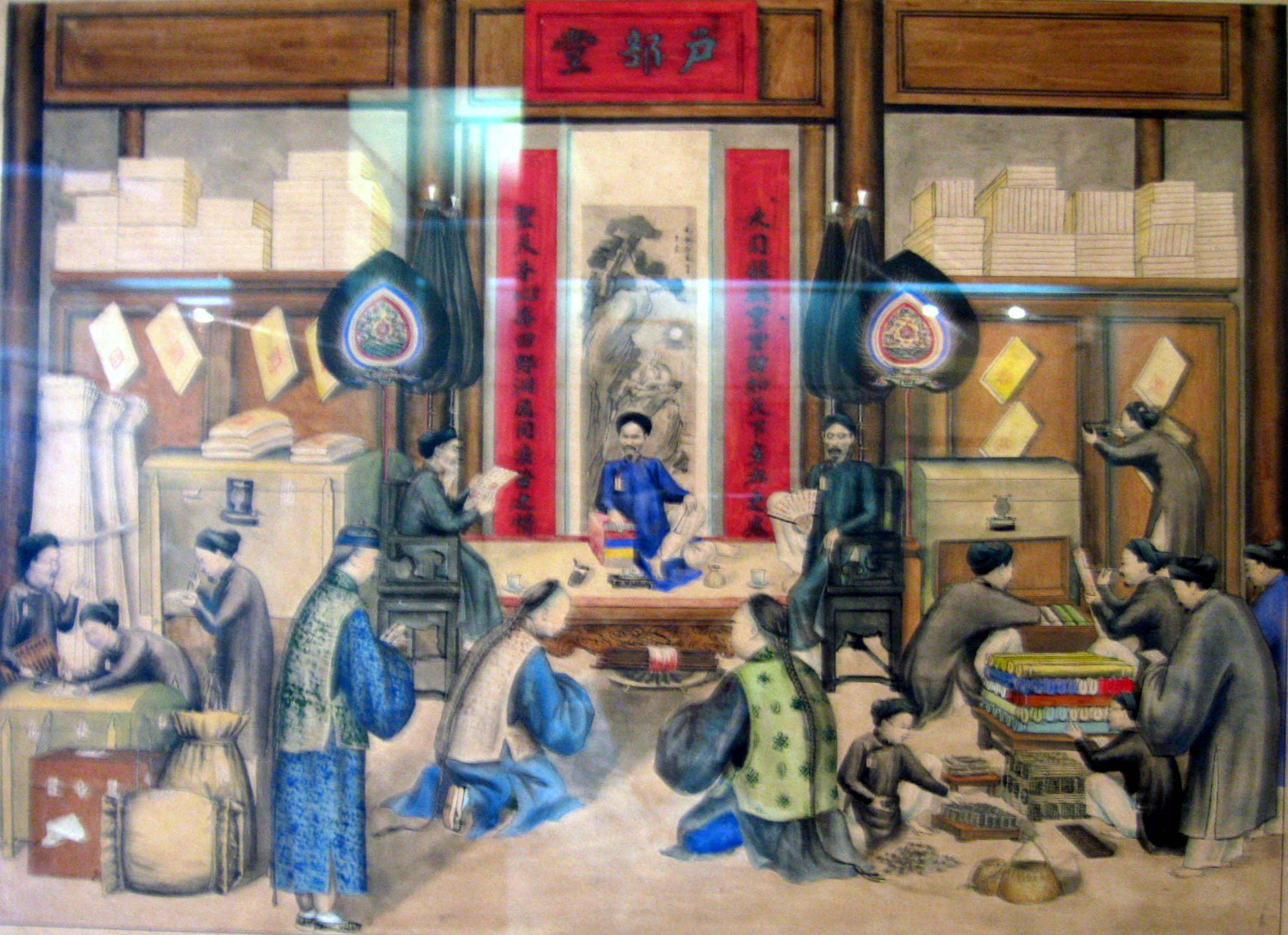
Tranh vẽ Hộ bộ thời nhà Nguyễn

Hộ bộ thời Lê giữ việc ruộng đất, nhân khẩu, kho tàng, thu phát, bổng lộc, đồ cống nạp, thuế khoá, muối và sắt. Bộ Hộ thời Nguyễn giữ chính sách điền thổ, hộ khẩu, tiền thóc, điều hòa nguồn của cải nhà nước. Ngày nay Hộ Bộ tương đương với các bộ: Bộ Tài chính, Bộ Tài nguyên và Môi trường, Bộ Kế hoạch và Đầu tư, Bộ Công Thương và Bộ NN và PTNT.

### Những quan bộ Hộ danh tiếng
- Nguyễn Tông Khuê (1692-1766): Danh thần thời Lê Mạc, quê Thái Bình. Rất giỏi văn chương, đỗ tiến sĩ năm 29 tuổi, làm quan đến Hộ bộ Thị lang và từng hai lần thống lĩnh đoàn đi sứ Trung Quốc. Khẳng khái, cương trực và tài hoa, ông được sĩ phu đương thời ngưỡng mộ, đánh giá là một trong bốn người giỏi nhất kinh đô (Tràng An tứ hổ).
- Nguyễn Huy Lượng (? - 1808): Văn thần, danh sỹ, quê làng Sủi, Gia Lâm, Chương lĩnh hầu, Hữu Thị lang Bộ Hộ. Năm 1801, vua Cảnh Thịnh làm lễ tế giao ở một địa điểm gần hồ Tây, đã giao cho Nguyễn Huy Lượng, bấy giờ đang làHộ bộ Hữu Thị lang (Hộ bộ thời Lê giữ việc ruộng đất, nhân khẩu, kho tàng, thu phát, bổng lộc, đồ cống nạp, thuế khoá, muối và sắt. Hộ bộ thời Nguyễn giữ chính sách điền thổ, hộ khẩu, tiền thóc, điều hòa nguồn của cải nhà nước, ngoài ra bộ Hộ còn được xem là bộ Lao động Sản Xuất) soạn một bài thơ và một bài phú tiến dâng, và bài kiệt tác Tụng Tây Hồ phú đã ra đời nhân dịp này.
- Phạm Phú Thứ (chữ Hán: 范富恕; 1820–1883) là một đại thần triều nhà Nguyễn. Ông cùng với Nguyễn Trường Tộ là những người có quan điểm canh tân đất nước trong những năm cuối thế kỷ 19. Năm 1863, ông được bổ nhiệm chức Lại bộ Tham tri, Tòng Nhị phẩm hàm. Cùng năm đó, ông được cử làm phó sứ trong phái bộ Phan Thanh Giản sang Pháp chuộc 3 tỉnh miền đông Nam kỳ.Trong khi ở Pháp ông còn đi thăm các nước châu Âu khác như Anh, Tây Ban Nha, Bồ Đào Nha. Qua chuyến đi này, ông rút ra được nhận thức rằng, chỉ có con đường canh tân mới giúp đất nước thoát khỏi thảm họa lạc hậu. Sau khi về nước, năm 1866 ông được thăng chức Hộ bộ Thượng thư[3].

## Binh bộ
Binh bộ giữ việc binh nhung, quân cấm vệ, xe ngựa, đồ nghí trượng, khí giới, giữ việc biên giới, lính thú, nhà trạm, phố xá, nơi hiểm yếu, việc khẩn cấp, tuyển dụng chức võ, tương đương với bộ Quốc phòng.
Thời nhà Nguyễn, Binh bộ gồm có bốn ty và một xứ. Bốn ty là ty Võ tuyển, ty Kinh kỳ, ty Trực tỉnh, ty Khảo công. Một xứ là xứ Binh trực. Mỗi ty có các quan lang trung, viên ngoại, chủ sự, và tư vụ cùng các thư lại phụ tá.
Ty Võ tuyển trông coi quan chế, phẩm trật, tuyển bổ, xét thưởng.
Ty Kinh kỳ riêng giám sát các võ quan cũng như các việc phòng thủ, diễn tập tại kinh thành. Công việc hầu giá khi vua đi tuần du và công nhu ở Bộ đường cũng do ty này đảm nhiệm.
Ty Trực tỉnh trông coi võ bị ở các tỉnh.
Ty Khảo công được giao việc quản lý các trạm dịch.
Xứ Binh trực là cơ quan trừ bị với nhân sự là thư lại chưa vào ngạch. Xứ này chủ yếu đảm nhiệm các việc thư tịch và khi cần thì chịu lệnh từ các ty.

### Những quan bộ Binh danh tiếng
- Lê Văn Thịnh (1050 -?): giữ chức Thái sư dưới thời Lý Nhân Tông. Năm 1075, ông đỗ đầu kỳ thi Minh kinh Bác học và trở thành Thị độc (hầu đọc) của ấu đế. Năm 1084, ông đến trại Vĩnh Bình để bàn việc cương giới lãnh thổ với nhà Tống, đòi lại được đất Quảng Nguyên. Tuy nhiên vì án Dâm Đàn mà ông bị bãi chức về quê.
- Lê Quang Định (1759-1813): Binh bộ thượng thư đầu tiên của triều Nguyễn, giữ chức từ 1802 đến 1810 dưới triều Gia Long. Năm 1804, ông làm Chánh sứ sang nhà Thanh cầu phong, đồng thời mang theo đề xuất của triều đình đổi quốc hiệu thành Nam Việt. Vua Thanh về sau chấp nhận quốc hiệu là Việt Nam, và phong vua Gia Long là "Việt Nam Quốc Vương".[7]
- Tôn Thất Thuyết (1839-1913): Binh bộ thương thư dưới triều Tự Đức, Dục Đức, Hiệp Hòa, Kiến Phúc. Ông chủ trương chống Pháp, là người tổ chức trận phản công tại Kinh thành Huế 1885,[8] và sau đó chỉ huy lực lượng kháng chiến của nhà Nguyễn dưới quyền vua Hàm Nghi tại căn cứ Tân Sở.[9]

## Hình bộ
Chi tiết hơn xem tại bài Bộ Hình
Hình bộ giữ việc luật lệnh, hình phạt án tù, ngục tụng và xét xử người phạm tội ngũ hình. Ngày nay, Hình Bộ tương đương với các cơ quan sau: Toà án ND Tối cao, Viện Kiểm sát ND Tối cao, Bộ Tư pháp, một phần Bộ Công an...

### Những quan Hình bộ danh tiếng
- Nguyễn Huy Nhuận (1677-1758), Đại Tư Mã Triệu Quận Công, Tham tụng, danh sỹ triều Lê, quê làng Phú Thị (làng Sủi), Gia Lâm, đỗ tiến sĩ năm 1703, Hình bộ Thượng thư, văn chương giỏi, võ nghệ giỏi, chúa Trịnh đánh giá "nhân kiệt chốn Đẩu Nam", sau kiêm Tế tửu Quốc Tử Giám.
- Lê Trọng Thứ (1704 - 1783). Danh sĩ thời Lê Mạt, quê Thái Bình. Nổi tiếng văn thơ, giỏi việc chính trị, đỗ đồng tiến sĩ năm 1724, làm Hình bộ Thượng thư. Thông thái, nhiệt tình, giao lưu rộng, ông được sĩ phu khắp nơi quý mến. Ông là cha của nhà bác học thiên tài Lê Quý Đôn.[3]
- Bùi Bằng Đoàn (1889-1955): Hình bộ Thượng thư dưới thời Bảo Đại, giữ chức từ năm 1933 đến 1945. Nổi tiếng thanh liêm, chính trực, ông từng tham gia thông ngôn, bảo vệ nhà cách mạng Phan Bội Châu trong phiên tòa nằm 1925. Sau Cách mạng Tháng Tám 1945, ông được Hồ Chí Minh mời tham gia chính quyền Việt Nam Dân chủ Cộng hòa.

## Công bộ
Chi tiết hơn xem tại bài Bộ Công (工部)

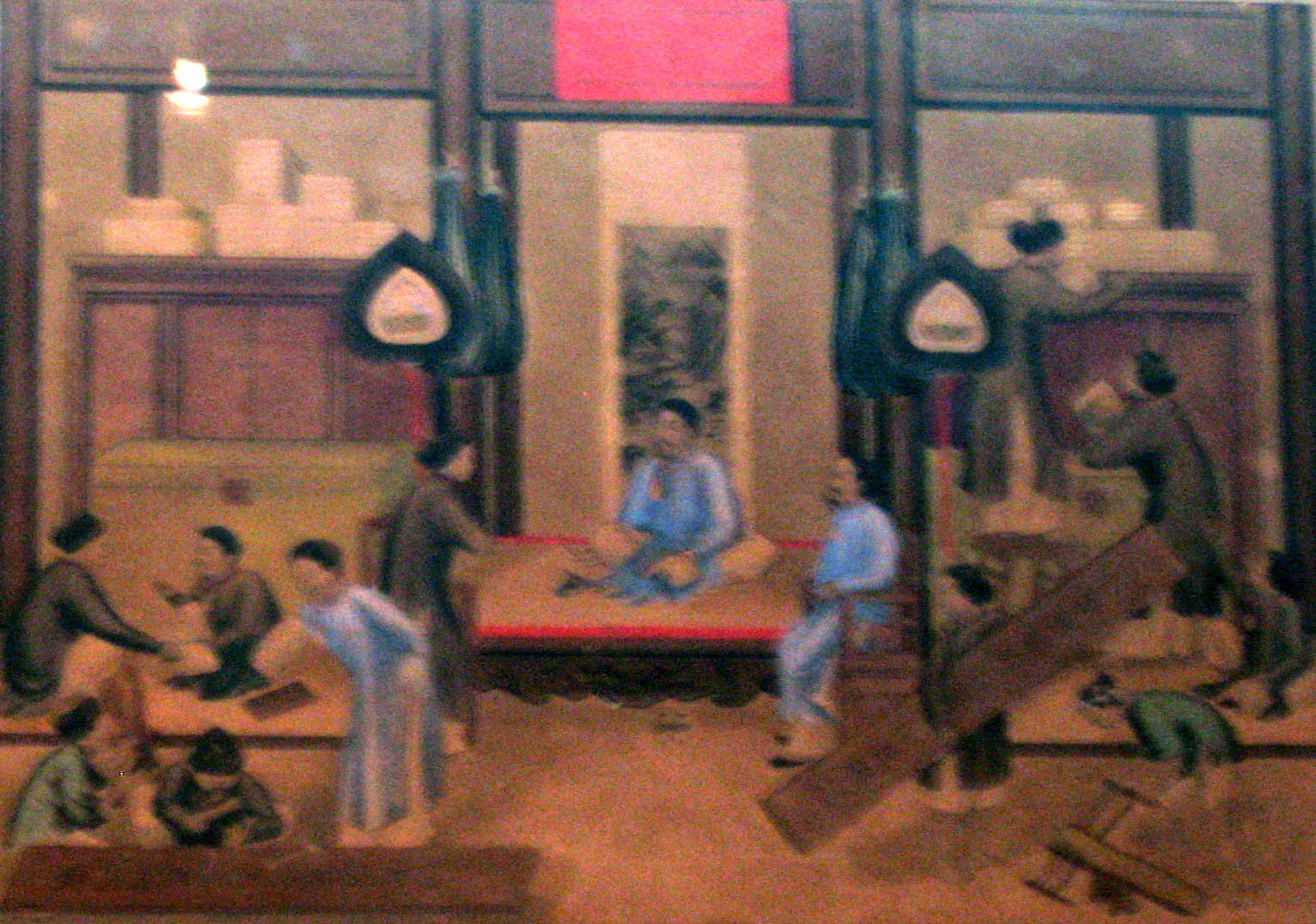
Tranh vẽ Công bộ thời nhà Nguyễn

Công bộ coi việc xây dựng thành hào, cầu cống đường sá, việc thổ mộc, thợ thuyền, tu sửa xây dựng, thi hành lệnh cấm về núi rừng, vườn tược và sông ngòi. Có thể xem là tương đương với bộ Giao thông Vận tải và bộ Xây dựng ngày nay.

### Những quan Công bộ danh tiếng
- Phạm Thiệu (1512 - 1584): Văn thần thời nhà Mạc, quê Bắc Ninh. Đỗ hoàng giáp năm 1553, làm quan Công bộ Thượng thư. Nổi tiếng văn thơ, lão luyện chính trị, ông giúp nhà Mạc đắc lực trong việc tổ chức bộ máy nhà nước, mở mang văn hóa và phát triển giáo dục.[3]